# Berzhausen
Berzhausen é um município da Alemanha localizada no distrito de Altenkirchen, na associação municipal de Verbandsgemeinde Flammersfeld, no estado da Renânia-Palatinado.

## População
| - 1815 – 92 - 1835 – 133 - 1871 – 143 - 1905 – 179 - 1939 – 157 | - 1950 – 196 - 1961 – 176 - 1970 – 181 - 1987 – 141 - 2000 – 187 |